# Śladków Mały
Śladków Mały – wieś w Polsce położona w województwie świętokrzyskim, w powiecie kieleckim, w gminie Chmielnik.
To pierwsza w Polsce wioska agroturystyczna. Dzięki pomocy UE, 17 gospodarstw stało się agroturystycznymi.
| SIMC    | Nazwa    | Rodzaj |
| ------- | -------- | ------ |
| 0235542 | Borowiec | osada  |

W latach 1975–1998 miejscowość administracyjnie należała do województwa kieleckiego.